# Утямишево (Тетюшский район)
Утямишево (тат. Үтәмеш) — село в Тетюшском районе Татарстана. Входит в состав Бакрчинского сельского поселения.

## Этимология
Топоним произошёл от татарского антропонима «Үтәмеш» (Утямыш).

## География
Находится на реке Беденьга, в 41 км к юго-западу от города Тетюши.

## История
Основано приблизительно в 1698—1699 годах. В XVIII — первой трети XIX века жители относились к категории государственных крестьян, в 1835 году были переданы в Удельное ведомство. Занимались земледелием, разведением скота. 
В «Списке населенных мест по сведениям 1859 года», изданном в 1863 году, населённый пункт упомянут как удельная деревня Утямышево 1-го стана Симбирского уезда Симбирской губернии. Располагалась при речке Биденьге, по левую сторону просёлочного тракта из Симбирска в Тетюши, в 55 верстах от губернского города Симбирска и в 34 верстах от становой квартиры во владельческом селе Шумовка. В деревне в 67 дворах жили 510 человек (275 мужчин и 275 женщины). Была мечеть.
По сведениям переписи 1897 года, в деревне Утямышево Симбирского уезда Симбирской губернии жили 861 человек (417 мужчин и 444 женщины), все мусульмане.
В начале XX века в Утямишево функционировали 2 мечети, 2 медресе, 9 торгово-промышленных заведений. В этот период земельный надел сельской общины составлял 1154,4 десятины. До 1920 года село входило в Больше-Тархановскую волость Симбирского уезда Симбирской губернии. С 1920 года в составе Буинского кантона ТАССР. С 10.08.1930 в Буинском, с 04.08.1938 в Больше-Тарханском, с 12.10.1959 в Тетюшском районах.

## Население
Число жителей по годам: в 1859 году 550, в 1897 — 858, в 1913 — 1068, в 1920 — 1029, в 1926 — 1048, в 1938 — 930, в 1949 — 517, в 1958 — 633, в 1970 — 489, в 1979 — 354, в 1989 — 253. Постоянное население составляло 212 человек (татары 99 %) в 2002 году,  в 2010 — 193, в 2017 — 170.

## Экономика
Полеводство, скотоводство.

## Инфраструктура
Начальная школа, детский сад, фельдшерско-акушерский пункт.